# Rellotge lògic quàntic
Un rellotge quàntic és un tipus de rellotge atòmic amb ions individuals refredats per làser confinats junts en una trampa d'ions electromagnètics. Desenvolupat el 2010 per físics de l'Institut Nacional d'Estàndards i Tecnologia dels EUA, el rellotge era 37 vegades més precís que l'estàndard internacional vigent en aquell moment. El rellotge lògic quàntic es basa en un ió d'espectroscòpia d'Al amb un àtom lògic.
Tant el rellotge quàntic basat en Al com el rellotge atòmic òptic basat en Hg registren el temps mitjançant la vibració iònica a una freqüència òptica utilitzant un làser UV, que és 100.000 vegades superior a les freqüències de microones utilitzades en NIST-F1 i altres estàndards de temps similars a tot el món. Els rellotges quàntics com aquest poden ser molt més precisos que els estàndards de microones.

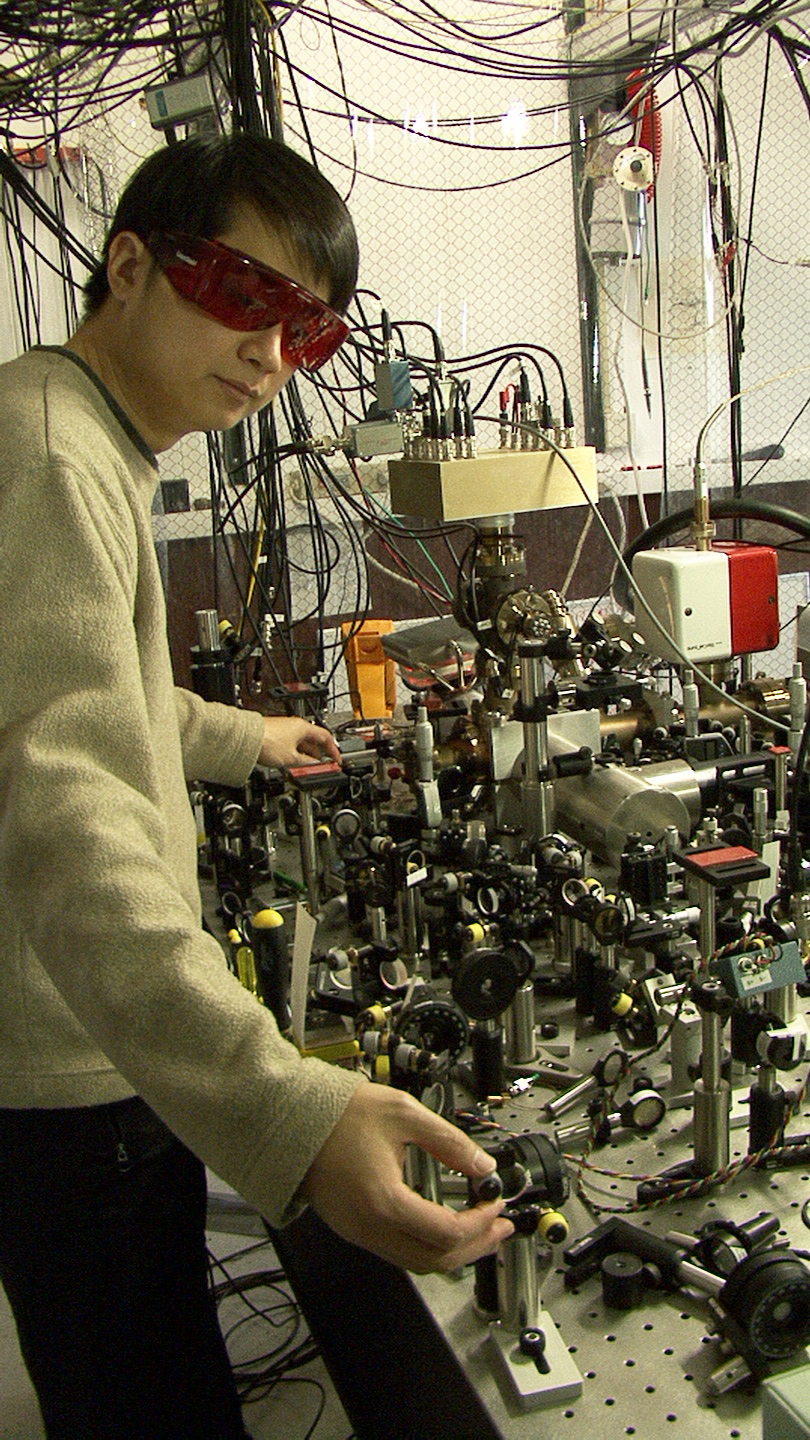
Un rellotge lògic quàntic NIST 2010 basat en un únic ió d'alumini

## Precisió
L'equip del NIST no pot mesurar els tic-tacs del rellotge per segon perquè la definició d'un segon es basa en l'estàndard NIST-F1, que no pot mesurar una màquina amb més precisió que ella mateixa. Tanmateix, la freqüència mesurada del rellotge d'ions d'alumini segons l'estàndard actual és 1.121.015.393.207.857,4(7) Hz. El NIST ha atribuït la precisió del rellotge al fet que és insensible als camps magnètics i elèctrics de fons, i no es veu afectat per la temperatura.
El març de 2008, físics del NIST van descriure un rellotge lògic quàntic experimental basat en ions individuals de beril·li i alumini. Aquest rellotge es va comparar amb el rellotge d'ions de mercuri del NIST. Aquests eren els rellotges més precisos que s'havien construït, sense que ni el rellotge guanyés ni perdés temps a un ritme que superés un segon en més de mil milions d'anys.
El febrer de 2010, els físics del NIST van descriure una segona versió millorada del rellotge lògic quàntic basada en ions individuals de magnesi i alumini. Considerat el rellotge més precís del món el 2010 amb una inexactitud de freqüència fraccionària de 8.6 × 10−18, ofereix més del doble de precisió que l'original. En termes de desviació estàndard, el rellotge lògic quàntic es desvia un segon cada 3.680 milions ( 3.68 × 109 ) anys, mentre que la incertesa del rellotge atòmic de font de cesi NIST-F1 estàndard internacional vigent en aquell moment era d'uns 3,1 × 10⁻¹⁶, que s'esperava que no guanyés ni perdés un segon en més de 100 milions (100 × 106) anys. El juliol de 2019, científics del NIST van demostrar un rellotge d'aquest tipus amb una incertesa total de 9.4 × 10−19 (es desvia un segon cada 33.700 milions d'anys), que és la primera demostració d'un rellotge amb una incertesa inferior a 10−18.

## Dilatació quàntica del temps

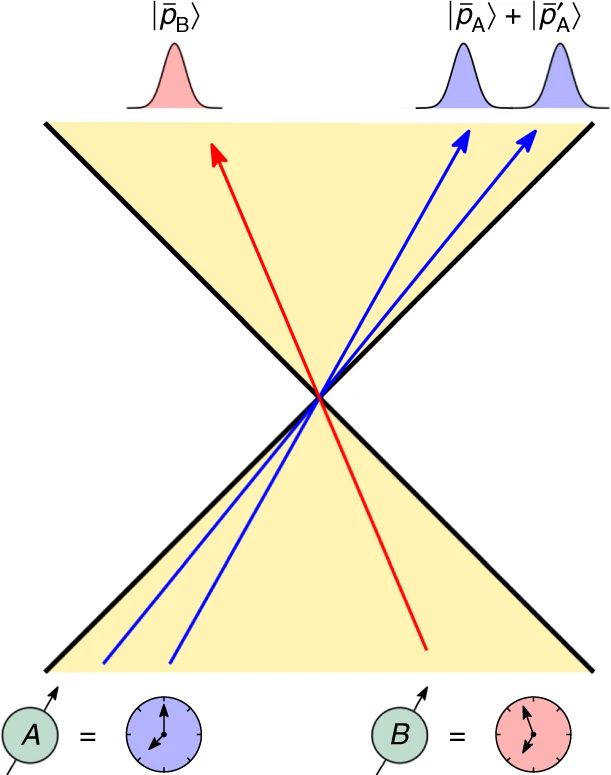
"Es representen dos rellotges movent-se en un espai de Minkowski. El rellotge B es mou en un paquet d'ones de moment localitzat amb un moment mitjà _{pB}, mentre que el rellotge A es mou en una superposició de paquets d'ones de moment localitzats amb un moment mitjà _{pA} i _{p0A}. El rellotge A experimenta una contribució quàntica a la dilatació del temps que observa en relació amb el rellotge B a causa del seu estat de moviment no clàssic."

En un article del 2020, els científics van il·lustrar això i com els rellotges quàntics podrien experimentar una superposició possiblement comprovable experimentalment de temps propis mitjançant la dilatació del temps de la teoria de la relativitat, segons la qual el temps passa més lentament per a un objecte en relació amb un altre objecte quan el primer es mou a una velocitat més alta. En la "dilatació quàntica del temps", un dels dos rellotges es mou en una superposició de dos paquets d'ones de moment localitzats,  cosa que provoca un canvi en la dilatació del temps clàssica.

## Altres rellotges experimentals precisos
La precisió dels rellotges de lògica quàntica va ser breument substituïda pels rellotges de xarxa òptica basats en estronci-87 i iterbi-171 fins al 2019. Un rellotge de gelosia òptica experimental es va descriure en un article de Nature del 2014. El 2015, JILA va avaluar la incertesa de freqüència absoluta del seu darrer estronci-87 429 THz ( 429.228.004.229.873,0 Hz) rellotge de xarxa òptica a 2.1 × 10−18, que correspon a una dilatació gravitacional del temps mesurable per a un canvi d'elevació de 2 cm (0.79 in)al planeta Terra que, segons Jun Ye, becari del JILA/NIST, "s'està acostant molt a ser útil per a  geodèsia relativista ". Amb aquesta incertesa de freqüència, s'espera que aquest rellotge òptic de xarxa òptica JILA no guanyi ni perdi un segon en més de 15.000 milions (1.5 × 1010) anys.